# Pang Wei
Pang Wei (n. 7 iulie 1986, Baoding⁠(d), Republica Populară Chineză) este un trăgător de tir ce a reprezentat Republica Populară Chineză, medaliat olimpic. A participat la 4 ediții ale Jocurilor Olimpice (2008, 2012, 2016, 2020) în care a câștigat o medalie de aur și două medalii de bronz.